# Tomonobu Fujii
Pas d'image ? Cliquez ici
Tomonobu Fujii (藤井 誠暢, Fujii Tomonobu), né le 17 décembre 1980 à Gifu au Japon, est un pilote automobile japonais. Il participe à des épreuves d'endurance aux mains de voiture de grand tourisme dans des championnats tels que le Championnat du monde d'endurance,,, et l'Asian Le Mans Series.

## Palmarès

### Résultats aux24 Heures du Mans
| Année | Écurie           | Copilotes                          | Voiture                  | Classe   | Tours | Pos. | Class Pos. |
| ----- | ---------------- | ---------------------------------- | ------------------------ | -------- | ----- | ---- | ---------- |
| 2021  | D'station Racing | Satoshi Hoshino Andrew Watson (en) | Aston Martin Vantage AMR | LMGTE Am | 333   | 33e  | 6e         |

### Résultats aux24 Heures de Daytona
| Année | Écurie                    | Copilotes                                       | Voiture     | Classe | Tours | Pos. | Class Pos. |
| ----- | ------------------------- | ----------------------------------------------- | ----------- | ------ | ----- | ---- | ---------- |
| 2015  | Flying Lizard Motorsports | Markus Winkelhock Robert Thorne Satoshi Hoshino | Audi R8 LMS | GTD    | 670   | 22e  | 10e        |

### Résultats enChampionnat du monde d'endurance
| Année | Écurie           | Châssis                  | Moteur                          | Classe | 1     | 2        | 3     | 4     | 5      | 6     | Position | Points |
| ----- | ---------------- | ------------------------ | ------------------------------- | ------ | ----- | -------- | ----- | ----- | ------ | ----- | -------- | ------ |
| 2021  | D'station Racing | Aston Martin Vantage AMR | Mercedes-Benz 4,0 L V8 Bi-Turbo | GTE Am | SPA 7 | POR Abd. | MNZ 3 | LMS 5 | BHR 10 | BHR 7 | 9e       | 51     |
| 2022  | D'station Racing | Aston Martin Vantage AMR | Mercedes-Benz 4,0 L V8 Bi-Turbo | GTE Am | SEB 6 | SPA      | LMS   | MON   | FUJ    | BAH   | 6e*      | 12*    |

* Saison en cours.

### Résultats enAsian Le Mans Series
| Année     | Écurie           | Châssis                      | Moteur                          | Classe | 1      | 2      | 3        | 4        | Position | Points |
| --------- | ---------------- | ---------------------------- | ------------------------------- | ------ | ------ | ------ | -------- | -------- | -------- | ------ |
| 2013      | Craft Racing     | Aston Martin V12 Vantage GT3 | Aston Martin 6,0 l V12 Bi-Turbo | GTC    | INJ    | FUJ    | ZHU      | SEP 5    | 15e      | 10     |
| 2019-2020 | D'station Racing | Aston Martin Vantage AMR GT3 | Mercedes-Benz 4,0 l V8 Bi-Turbo | GT     | SHA 1  | BEN 6  | SEP Abd. | CHA Abd. | 11e      | 33     |
| 2021      | D'station Racing | Aston Martin Vantage AMR GT3 | Mercedes-Benz 4,0 l V8 Bi-Turbo | GT     | DUB 13 | DUB 13 | ABU 7    | ABU 7    | 12e      | 13     |
| 2022      | D'station Racing | Aston Martin Vantage AMR GT3 | Mercedes-Benz 4,0 l V8 Bi-Turbo | GT     | DUB 17 | DUB 10 | ABU 8    | ABU Abd. | 12e      | 5.5    |